# المتسوق الشخصي (فلم)
المتسوق الشخصي هو فيلم إثارة نفسية فرنسي صدر في 2016 من كتابة وإخراج أوليفييه أساياس. الفيلم بطول كريستين ستيوارت ولارس أيدنجر وسيجريد بوعزيز وأندرس دانيلسن ليي وتي أولوين وهامو غرايا ونورا فون والستاتن وبنيامين بيولاي وأودري بونيه وباسكال رامبرت ‏.

## القصة
مورين (كريستين ستيوارت) هي متسوقة شخصية في باريس لكيرا (نورا فون والستاتن)، هي من المشاهير. وهي تسافر إلى العواصم الأوروبية للتسوق من أجلها، وشراء الملابس والإكسسوارات والمجوهرات لها.

## الممثلون
- كريستين ستيوارت بدور مورين كارترايت
- لارس أيدينجر بدور إنغو
- نورا فون والستاتن بدور كيرا
- أندرس دانيلسن لي بدور اروين
- سيغريد بوزيز بدور لارا
- تي أولوين بدور غاري
- أودري بونيه بدور كاساندري
- باسكال رامبرت بدور جيروم
- هامو غرايا بدور ضابط شرطة
- بنيامين بيولاي بدور فيكتور هوجو

## الإنتاج

### التصوير
بدأ التصوير الرئيسي في 27 أكتوبر 2015 في باريس، فرنسا لمدة أسبوعين، قبل أن ينتقل إلى براغ ولندن وعمان.

## وصلات خارجية
- المتسوق الشخصي على موقع IMDb (الإنجليزية)
- المتسوق الشخصي على موقع ميتاكريتيك (الإنجليزية)
- المتسوق الشخصي على موقع روتن توميتوز (الإنجليزية)
- المتسوق الشخصي على موقع قاعدة بيانات الأفلام العربية
- المتسوق الشخصي على موقع ألو سيني (الفرنسية)
- المتسوق الشخصي على موقع Turner Classic Movies (الإنجليزية)
- المتسوق الشخصي على موقع أول موفي (الإنجليزية)
- المتسوق الشخصي على موقع بوكس أوفيس موجو (الإنجليزية)
- المتسوق الشخصي على موقع فيلمافينيتي (الإسبانية)
- المتسوق الشخصي على موقع قاعدة بيانات الأفلام السويدية (السويدية)

لا توجد روابط لمواقع التواصل الاجتماعي.